# ملعب لوران بوكو
ملعب لوران بوكو هو ملعب كرة قدم يقع في مدينة سان بيدرو، ساحل العاج. يتسع الملعب لـ20 ألف مشجع. بدأ بناء الملعب في سبتمبر 2018. ويستضيف بعض مباريات كأس الأمم الأفريقية 2023.